# Kyōshi Miura
Pour les articles homonymes, voir Miura (homonymie).
Kyōshi Miura (三浦 恭資, Miura Kyōshi), né le 9 janvier 1961 à Tosu (préfecture de Saga) est un coureur cycliste japonais. Compétiteur encore à l'âge de 45 ans, il a été professionnel en Europe de 1995 à 1997 au sein de l'équipe belge Tönissteiner-Saxon. Il a représenté son pays dans deux disciplines différentes du cyclisme aux Jeux olympiques. Il est actuellement directeur sportif de l'équipe Tabriz Shahrdari.

## Repères Biographiques
Kyōshi Miura découvre le cyclisme en voyant Bernard Thévenet battre Eddy Merckx dans le Tour de France 1975. En 1983, champion du Japon, il fait partie de la première sélection nationale à disputer le Tour de l'Avenir, face aux stars de l'Allemagne de l'Est. Il se souvient que Jonathan Boyer lui apporta de nombreux conseils mais que surtout il n'avait pas le niveau requis. Puis, Robert Oubron, sélectionneur de l'équipe de France, le prend sous son aile à la sortie du Tour de l'Avenir. Alors qu'il est rentré au Japon, Oubron lui trouve une lettre d'engagement dans un club amateur, qu'il ne peut honorer faute de pouvoir payer le billet d'avion. Persévérant, il fait partie de l'équipe amateur suisse Mavic de Jean-Jacques Loup, où il côtoie Alex Zülle et Laurent Dufaux. Repéré, il signe un pré-contrat avec l'équipe PDM, mais celle-ci disparaît à la fin de la même année, éclaboussé par un scandale de dopage. Il repart au Japon en 1997, rejoindre sa femme malade, après avoir disputé de nombreuses kermesses belges sous les couleurs de l'équipe Tönisteiner - Saxon. Il regrette n'avoir pas eu la chance de Daisuke Imanaka de pouvoir participer au Tour de France, qu'il n'a pu qu'imparfaitement estompé avec sa participation au Tour de France VTT.

## Résultats sur les championnats

### Jeux olympiques
Cyclisme sur route (course en ligne)
Une participation aux Jeux olympiques.
- 1988 : 72e au classement final[4].

Vélo tout terrain (cross-country)
Une participation.
- 1996 : 26e au classement final[5].

### Championnats du monde professionnels
Cyclisme sur route (course en ligne)
Six participations.
- 1989 : abandon.
- 1990 : 51e au classement final[6].
- 1991 : abandon.
- 1992 : abandon.
- 1994 : abandon.
- 1995 : abandon.